# 杉山令肇
杉山 令肇（すぎやま れいじょう、1922年10月7日 - 2005年6月11日）は、日本の政治家。参議院議員（2期、自由民主党）

## 経歴
岐阜県岐阜市出身。1962年に学校法人聖徳学園を設立し、初代理事長に就任。岐阜県議会議員を3期務める。
1981年5月15日、自民党参議院議員の浅野拡が死去。これに伴って6月28日に行われた補欠選挙に自民党公認で立候補し初当選。1985年、第2次中曽根第2次改造内閣法務政務次官。1988年、参議院文教委員長。
1989年の第15回参議院議員通常選挙で、連合の会公認の高井和伸に敗れ落選。1997年春の叙勲で勲三等旭日中綬章受章。2005年6月11日、肺炎のため岐阜県笠松町の病院で死去、82歳。死没日をもって従四位に叙される。